# Árborg
Árborg (en islandés: Sveitarfélagið Árborg) es el más poblado de los municipios de Islandia meridional. Se encuentra en la zona occidental de la región de Suðurland. 

## Población y territorio
En 1998, cuatro comunidades cercanas decidieron unirse, dando al municipio una población de 5500 habitantes. En 2008, la población de Árborg alcanzaba las 7693 personas. La comunidad más grande del municipio es Selfoss, con una población de 6300 habitantes.

## Comunidades
- Eyrarbakki
- Sandvíkurhreppur
- Selfoss
- Stokkseyri